# プレッシャー/壊れた男
『プレッシャー/壊れた男』（原題：Bad Day on the Block / Under Pressure）は、1997年制作のアメリカ合衆国のサイコスリラー映画。チャーリー・シーン主演。

## あらすじ
ロサンゼルスの消防士ライル・ワイルダーは英雄的な活躍により、街の人々の尊敬を集めていたが、私生活では暴力が原因で離婚してしまい、孤独な生活を送っていた。
ある夏の猛暑の日、非番で家にいたライルは、隣家に住む建築家のリース一家とふとしたことからトラブルになる。
リース一家とのトラブルは日を追うごとに増えていき、リースの妻キャサリンが呼んだ冷蔵庫の修理屋が間違えてライルの家を訊ねてしまった日、そこでもトラブルが発生したことでライルの中で抑えていた気持ちのタガが外れ、ついにライルはリース一家に対して狂気の行動に出る。

## キャスト
| 役名                       | 俳優                       | 日本語吹替                                                       |
| 役名                       | 俳優                       | VHS版                                                            |
| -------------------------- | -------------------------- | ---------------------------------------------------------------- |
| ライル・ワイルダー         | チャーリー・シーン         | 山寺宏一                                                         |
| キャサリン・ブラヴァートン | メア・ウィニンガム         | 駒塚由衣                                                         |
| リース・ブラヴァートン     | デヴィッド・アンドリュース | 稲葉実                                                           |
| ザック・ブラヴァートン     | ノア・フレイス             | 本田貴子                                                         |
| マーシー・ブラヴァートン   | チェルシー・ルッソ         | 川田妙子                                                         |
| アル                       | ジョン・ラッツェンバーガー | 小山武宏                                                         |
| サンディ                   | ドーン・ルイス             | 高畑淳子                                                         |
| 修理屋                     | キーオン・ヤング           | 星野充昭                                                         |
| その他                     |                            | 水野龍司 深水由美 坂東尚樹 佐藤しのぶ 伊藤栄次 坂口賢一 関口英司 |
|                            |                            |                                                                  |
| 演出                       |                            | 松岡裕紀                                                         |
| 翻訳                       |                            | 高山美香                                                         |
| 調整                       |                            | 長井利親                                                         |
| 制作                       |                            | ACクリエイト                                                     |